# Craniophora obscura
Craniophora obscura là một loài bướm đêm trong họ Noctuidae.